# Plasmalogene

Ein typisches Plasmalogen; Phosphatidylethanolamin-Plasmalogen

Plasmalogene sind Etherlipide, die strukturell den Phosphatidylcholinen bzw. Phosphatidylethanolaminen ähneln. Der Unterschied ist, dass am endständigen Kohlenstoff-Atom des Glycerins anstelle eines Fettsäure-Esters ein Enolether vorhanden ist. Die zweite, als Ester gebundene Fettsäure ist zumeist mehrfach ungesättigt. Über 10 % der Phospholipide des Gehirns und der Muskeln gehören zur Gruppe der Plasmalogene. Da ein Zusammenhang der Plasmalogene mit verschiedenen Neuropathologien zu bestehen scheint, sind sie Gegenstand intensiver Forschung.
Sie wurden von Robert Feulgen entdeckt.

## Funktionen
Plasmalogene kommen in vielen menschlichen Geweben vor, insbesondere in größeren Mengen im Nerven-, Immun- und Herzkreislaufsystem. Gewebespezifisch lässt sich unterscheiden, dass im menschlichen Herz vermehrt Plasmalogene mit Cholin als Kopfgruppe (sogenannte Phosphatidylcholin-Plasmalogene) vorkommen, während in den Myelinscheiden des Nervensystems vor allem Phosphatidylethanolamine mit Ethanolamin als Kopfgruppe zu finden sind.
Obwohl die Funktionen der Plasmalogene noch nicht vollständig aufgeklärt sind, konnte gezeigt werden, dass sie Säugerzellen gegen Oxidationsschäden schützen. Weiter wird vermutet, dass sie eine Rolle in der Signaltransduktion spielen.

## Biosynthese

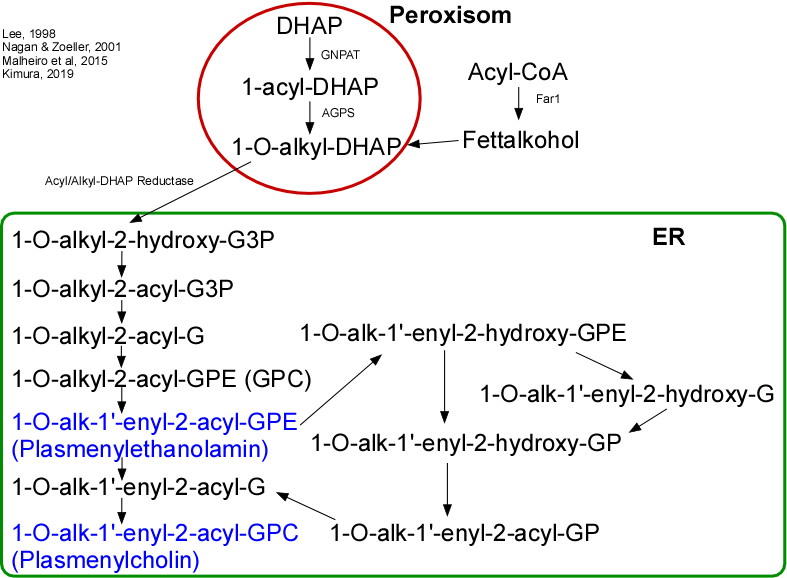
Plasmalogen-Synthese

Die Biosynthese der Plasmalogene findet in den Peroxisomen und im endoplasmatischen Retikulum (ER) statt. Zu Beginn entsteht ein Komplex aus den Enzymen GNPAT (Glycerolphosphat-Acyltransferase) und AGPS (Alkyl-Glycerolphosphat-Synthase) an der luminalen Seite der peroxisomalen Membran. Es wurde gezeigt, dass bei fehlen z. B. der AGPS das kooperierende Enzym GNPAT
einen Aktivitätsverlust erleidet.
Der erste Schritt der Synthese wird von GNPAT eingeleitet. Es acyliert DHAP (Dihydroxyacetonphosphat) an der sn-1-Position. Dann tauscht die AGPS den Acylrest mit einem Alkylrest aus.
Das entstandene 1-Alkyl-DHAP wird zu 1-O-Alkyl-2-Hydroxy-sn-Glycerophosphat (GPA) reduziert. Diese Reaktion wird durch eine Acyl/Alkyl-DHAP-Reductase katalysiert, die am ER und an der peroxisomalen Membran lokalisiert ist.
Alle weiteren Modifikationen finden nun im ER statt.
Zuerst wird hier ein Acyl-Rest an die sn-2-Position durch eine Alkyl/Acyl-GPA-Acyltransferase gehängt, wobei die Phosphatgruppe durch eine  Phosphatase entfernt wird. Hierbei entsteht 1-O-Alkyl-2-Acyl-sn-Glycerol.
Eine Phosphotransferase formiert nun mit CDP-Ethanolamin 1-O-Alkyl-2-Acyl-sn-GPEtn. Nach Dehydration an der 1- und 2-Position der Alkylgruppe durch ein Elektronentransportsystem
und eine Plasmenylethanolamin-Desaturase wird nun endlich die PL-typische Vinyl-Etherbindung geformt.
Plasmenylcholin entsteht aus 1-O-Alkyl-2-Acyl-sn-Glycerol mit Hilfe der Cholin-Phosphotransferase.
Da es keine Plasmenylcholin-Desaturase gibt, können Cholin-PLs nur durch einen Umweg entstehen. Dabei werden Ethanolamin-PLs zu 1-O-(1Z-Alkenyl)-2-Acyl-sn-Glycerol
hydrolysiert und durch das Enzym Cholin-Phosphotransferase mit CDP-Cholin so modifiziert, sodass Cholin-PLs entstehen.

## Pathologien
Das Zellweger-Syndrom ist u. a. charakterisiert durch einen Plasmalogenmangel, da die Peroxisomen fast keine Enzyme mehr beinhalten und abgebaut werden. So können sie die Plasmalogene nicht mehr synthetisieren.
Ein reduzierter Gehalt von Plasmalogenen im Gehirn wurden assoziiert mit der Alzheimer-Krankheit, der X-linked Adrenoleukodystrophie, und dem Down-Syndrom.